# Françoise Marie de Bourbon

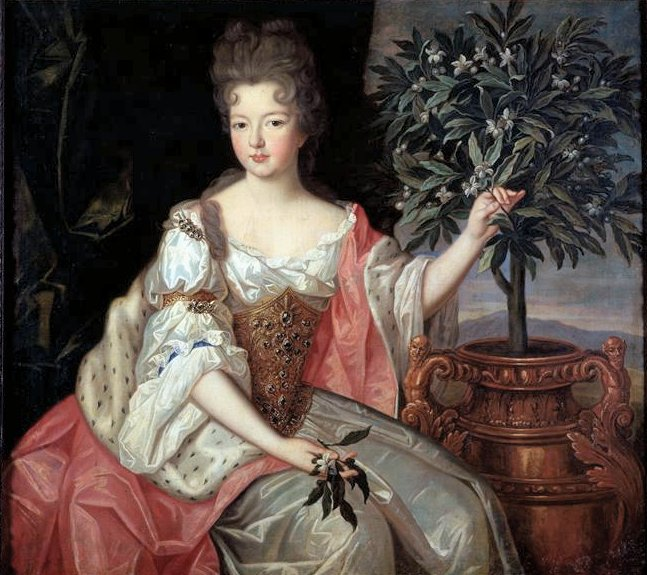
Porträt Françoise Marie de Bourbons von Pierre Gobert

Françoise Marie de Bourbon (* 4. Mai 1677 auf Schloss Maintenon; † 1. Februar 1749 in Paris), auch Mademoiselle de Blois genannt, war eine natürliche Tochter des französischen Königs Ludwig XIV. und wurde durch ihre Ehe mit Philippe II. d’Orléans 1692 Herzogin von Chartres und 1701 Herzogin von Orléans.

## Leben
Françoise Marie de Bourbon wurde als fünftes Kind und dritte Tochter von König Ludwig XIV. von Frankreich und seiner Mätresse Madame de Montespan geboren. Die Kinder aus dieser Verbindung wurden vom König ab dem Jahr 1673 legitimiert, Françoise Marie, mit dem Titel Mademoiselle de Blois, jedoch erst im November 1681. Die Erziehung der illegitimen Kinder des Königs oblag Madame de Maintenon, die nach der Verbannung Madame de Montespans die Mutterrolle bei den Kindern einnahm.
Françoise Marie de Bourbon wird als Verkörperung von Hochmut und Faulheit beschrieben. Ihr Mann nannte sie Madame Lucifer. René Louis d’Argenson konnte zahlreiche Ähnlichkeiten zwischen Françoise Marie und ihrer Mutter erkennen, aber sie besaß auch den Ordnungs- und Gerechtigkeitssinn sowie das Durchsetzungsvermögen ihres Vaters.

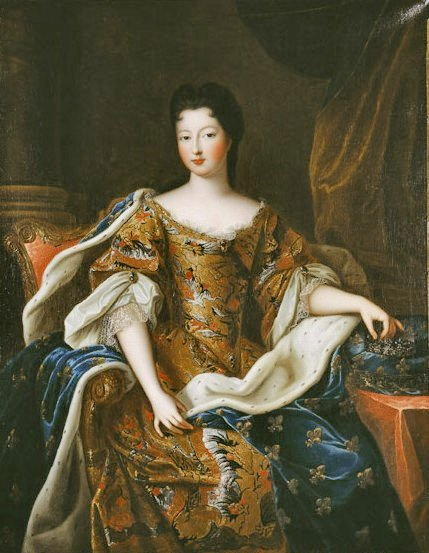
Françoise Marie de Bourbon als Herzogin von Chartres

Im Jahr 1692 fasste der Sonnenkönig den Entschluss, seine nun 14-jährige Tochter mit ihrem 17-jährigen Cousin Philippe II. d’Orléans, dem zukünftigen Regenten Frankreichs, zu verheiraten. Obwohl sie illegitim geboren war, betrachtete sich Françoise Marie als „Tochter Frankreichs“ und ihren Cousin und zukünftigen Gemahl nur als „Enkel Frankreichs“, weshalb sie glaubte, ihn durch ihr Einverständnis zur Hochzeit zu ehren. Die Hochzeit fand am 18. Februar 1692 in der damaligen Kapelle des Schlosses Versailles statt. Die heutige Kapelle wurde erst im Jahr 1710 fertiggestellt und in Betrieb genommen. Der Brautvater organisierte eine aufwändige und kostspielige Hochzeit und beschenkte das junge Brautpaar mit Schmuck und einem beträchtlichen Vermögen.
Françoise war schön und witzig, verbrachte jedoch laut ihrer Schwiegermutter Liselotte von der Pfalz den ganzen Tag nur im Negligé auf dem Sofa liegend. Sie naschte dort häufig Süßigkeiten oder betrank sich oft drei- bis viermal in der Woche. Obwohl sie in den ersten Jahren ihrem Ehemann Mätressen erlaubte, war sie zu faul, um sich einen eigenen Liebhaber zu nehmen. Dies bewahrte sie jedoch davor, zum Zielobjekt des üblichen bösen Geredes zu werden. Später entfremdete sie sich ihrem Ehemann, dessen häufig wechselnde Mätressen, die oft Schauspielerinnen oder Prostituierte waren, ihren Stolz verletzten.
Das Verhältnis zwischen Françoise Marie und ihrer älteren Schwester, Louise Françoise, war von Eifersuchtsszenen überschattet. Beide Schwestern wollten ihre Töchter mit dem jüngsten Sohn des Grand Dauphin Louis, Charles de Bourbon, duc de Berry, verheiraten. Françoise Marie konnte schließlich Maria Adelaide von Savoyen und Madame de Maintenon auf ihre Seite ziehen, und so heiratete der Herzog von Berry im Jahr 1710 ihre Tochter Marie Louise Elisabeth d’Orléans, welche alle negativen Eigenschaften ihrer Mutter noch übertraf; er starb jedoch bald an einem Reitunfall.
Als der Sonnenkönig 1715 starb, wurde Françoise Maries Ehemann Regent für Ludwig XV., den minderjährigen Urenkel Ludwigs XIV., und im Jahr 1722 heiratete ihre Tochter Louise Elisabeth den spanischen Infanten Ludwig.
Françoise Marie musste den Tod fast aller ihrer Kinder betrauern. Nur ihr Sohn Louis und ihre Tochter Charlotte Aglaé, die Herzogin von Modena, lebten länger als die Mutter. Bis zu ihrem Tod 1749 im Alter von 71 Jahren residierte Françoise Marie im Palais Royal, das ihre Familie anlässlich ihrer Hochzeit vom König geschenkt bekommen hatte.

## Nachkommen
Aus der Ehe mit Philippe gingen acht Kinder hervor, von denen sieben das Erwachsenenalter erreichten.
- Tochter (* 17. Dezember 1693; † 17. Oktober 1694)
- Marie Louise Élisabeth (* 20. August 1695; † 21. Juli 1719), ⚭ 1) 1710 Herzog Charles de Bourbon, duc de Berry (1686–1714), ⚭ 2) 1716 Armand d’Aydic, Graf von Rion
- Louise Adélaïde (* 13. August 1698; † 19. Februar 1743), Äbtissin von Chelles
- Charlotte Aglaé (* 22. Oktober 1700; † 19. Januar 1761), ⚭ 1720 Francesco III. d’Este, Herzog von Modena
- Louis (* 4. August 1703; † 4. Februar 1752), Herzog von Orléans ⚭ 1724 Auguste von Baden-Baden
- Louise Élisabeth (* 11. Dezember 1709; † 16. Juni 1742), ⚭ 1722 König Ludwig I. von Spanien
- Philippine Élisabeth (* 18. Dezember 1714; † 21. Mai 1734)
- Louise Diane (* 27. Juni 1716; † 26. September 1736), ⚭ 1732 Louis François I. de Bourbon, Fürst von Conti